# Zaur K'aloevi
Zaur K'aloevi (in georgiano ზაურ კალოევი?, in russo Заур Григорьевич Калоев?, Zaur Grigor'evič Kaloev; Tbilisi, 24 marzo 1931 – Tbilisi, 23 dicembre 1997) è stato un calciatore sovietico, dal 1991 georgiano. Campione europeo con la Nazionale sovietica nel 1960.

## Carriera

### Club
Cominciò la carriera nel 1950 con lo Spartak Tbilisi, squadra della sua città, con cui si mise in mostra con 13 reti in 26 partite, grazie alle quali venne acquistato dalla Dinamo Tbilisi, squadra in cui segnò diversi gol nel campionato sovietico di calcio. Nel 1957 passò alla Lokomotiv Mosca, con la quale vinse la coppa sovietica in quello stesso anno. Tornato alla Dinamo Tbilisi, si ritirò dopo la vittoria del campionato 1964.

### Nazionale
Con la nazionale di calcio dell'Unione Sovietica vinse il campionato d'Europa 1960, accumulando 3 presenze nel corso della sua carriera internazionale.

## Palmarès

### Club

#### Competizioni nazionali
- Vysšaja Liga: 1

Dinamo Tbilisi: 1964
- Kubok SSSR: 1

Lokomotiv Mosca: 1957

### Nazionale
- Campionato d'Europa: 1

1960

### Individuale
- Capocannoniere della Vysšaja Liga: 2

1959 (16 gol), 1960 (20 gol)